# Елко (Минесота)
Елко (енгл. Elko) град је у америчкој савезној држави Минесота.

## Демографија
По попису из 2000. године број становника је 472.
| Група             | 2000.       | 2010.    |
| Белци             | 466 (98,7%) | 0 (0,0%) |
| Афроамериканци    | 1 (0,2%)    | 0 (0,0%) |
| Азијати           | 2 (0,4%)    | 0 (0,0%) |
| Хиспаноамериканци | 2 (0,4%)    | 0 (0,0%) |
| Укупно            | 472         | 0        |